# Tournoi pré-olympique de l'AFC 1975-1976
Navigation
Munich 1972 Moscou 1980
Le tournoi pré-olympique de l'AFC 1975-1976 a eu pour but de désigner les 3 nations qualifiées au sein de la zone Asie pour participer au tournoi final de football, disputé lors des Jeux olympiques de Montréal en 1976.
La phase de qualification asiatique a été jouée entre le 20 août 1975 et le 28 avril 1976 en trois groupes. Un groupe de cinq équipes ayant désigné le vainqueur, et premier qualifié, au terme d'une compétition à match unique contre chacun des adversaires a eu lieu à Téhéran en Iran. Les deux équipes les mieux placées d'un second groupe de cinq équipes au terme d'une compétition à match unique contre chacun des adversaires, disputée à Jakarta en Indonésie, se sont rencontrées dans une finale supplémentaire désignant le deuxième pays qualifié. Un troisième groupe de trois équipes, ayant nécessité un tour préliminaire, où les rencontres ont été disputées en match aller-retour a désigné la troisième nation placée pour le tournoi final des Jeux olympiques d'été de 1976. Au terme de cette phase éliminatoire, l'Iran, la Corée du Nord et Israël ont gagné le droit de disputer le tournoi olympique.

## Pays qualifiés
| Dates                            | Lieu            | Places | Qualifiés                 |
| -------------------------------- | --------------- | ------ | ------------------------- |
| du 20 août 1975 au 28 avril 1976 | Téhéran Jakarta | 3      | Iran Corée du Nord Israël |

## Format des qualifications
Dans les phases de qualification en groupe disputées selon le système de championnat, en cas d’égalité de points de plusieurs équipes à l'issue de la dernière journée, les critères suivants sont appliqués dans l'ordre indiqué pour établir leur classement :

- Meilleure différence de buts,
- Plus grand nombre de buts marqués.

Dans le système à élimination directe avec des matches aller et retour, en cas d'égalité parfaite au score cumulé des deux rencontres, les mesures suivantes sont d'application :

- Organisation de prolongations et, au besoin, d'une séance de tirs au but, si les deux équipes sont toujours à égalité au terme des prolongations, et
- La règle des buts marqués à l'extérieur n'est pas en vigueur.

## Villes et stades
La phase de qualification asiatique a été jouée entre le 20 août 1975 et le 28 avril 1976 en trois groupes. Les rencontres du premier groupe se sont déroulées à Téhéran en Iran, celles du deuxième groupe à Jakarta en Indonésie alors que le troisième groupe a vu ses matches disputés en aller-retour.
| \| Téhéran Jakarta \| |
| Téhéran Jakarta       |

| Téhéran Jakarta |

## Tournoi qualificatif
Au terme de cette phase éliminatoire, l'Iran, la Corée du Nord et Israël ont gagné le droit de disputer le tournoi olympique.

### Groupe 1
Le tournoi a été disputé à Téhéran en Iran du 20 au 29 août 1975. Le Liban s'est retiré le 14 août 1975 et le Koweït fut autorisé à le remplacer, malgré une inscription tardive. Par contre, la participation du Sri Lanka fut rejetée pour la même raison.

#### Premier tour
| Rang | Équipe          | Pts     | J       | G       | N       | P       | Bp      | Bc      | Diff    |  | Résultats (▼ dom., ► ext.) |  |     |     |     |     |
| ---- | --------------- | ------- | ------- | ------- | ------- | ------- | ------- | ------- | ------- |  | -------------------------- |  | --- | --- | --- | --- |
| 1    | Iran            | 7       | 4       | 3       | 1       | 0       | 8       | 1       | +7      |  | Iran                       |  | 1-1 | 1-0 | 3-0 | 3-0 |
| 2    | Koweït          | 5       | 4       | 2       | 1       | 1       | 8       | 6       | +2      |  | Koweït                     |  |     | 1-2 | 4-2 | 2-1 |
| 3    | Irak            | 4       | 4       | 2       | 0       | 2       | 6       | 4       | +2      |  | Irak                       |  |     |     | 0-2 | 4-0 |
| 4    | Arabie saoudite | 4       | 4       | 2       | 0       | 2       | 5       | 7       | -2      |  | Arabie saoudite            |  |     |     |     | 1-0 |
| 5    | Bahreïn         | 0       | 4       | 0       | 0       | 4       | 1       | 10      | -9      |  | Bahreïn                    |  |     |     |     |     |
| -    | Liban           | Forfait | Forfait | Forfait | Forfait | Forfait | Forfait | Forfait | Forfait |  |                            |  |     |     |     |     |
| -    | Sri Lanka       | Forfait | Forfait | Forfait | Forfait | Forfait | Forfait | Forfait | Forfait |  |                            |  |     |     |     |     |

#### Détail des rencontres
| 1ère journée | Irak | 2 - 1   | Koweït    | Aryamehr Stadium Téhéran, Iran |                      |
| 20 août 1975 | Kazim (en) 28e 50e | (1 - 0) | Yacob 76e | Spectateurs : 13 360           | Spectateurs : 13 360 |
| 20 août 1975 | Rapport |         |           | Spectateurs : 13 360           | Spectateurs : 13 360 |
| 20 août 1975 | Abdul-Rahman (en) - Fartous (ar), Karim (en) ( 19e Qasim (en)), Abid Ali (en), Farhan (en) - Hamid (en), Younis (en) - Hassan (en) , Waal (ar) ( 79e Hamparsum (en)), Jassam (en), Kazim (en) | Équipes |           | Spectateurs : 13 360           | Spectateurs : 13 360 |

| 20 août 1975 | Iran                          | 3 - 0 | Bahreïn | Aryamehr Stadium Téhéran, Iran                          |                                                         |
| | Mazloumi 15e 75e · Parvin 28e | (2 - 0) |         | Spectateurs : 25 000 Arbitrage : Harpajan Singh Dhillon | Spectateurs : 25 000 Arbitrage : Harpajan Singh Dhillon |
| | Rapport                       | |         | Spectateurs : 25 000 Arbitrage : Harpajan Singh Dhillon | Spectateurs : 25 000 Arbitrage : Harpajan Singh Dhillon |
| Hejazi - Zolfagharnasab, Nayebagha, Nazari, Kazerani - Parvin, Ghasempour ( 88e Azizi), Minasyan (en) - Khorshidi (en), Mazloumi, Rowshan ( 59e Dastjerdi) | Équipes                       | Sultan (en) - Showayer ( 29e Hussain), Bouchaker (ar), Zelikh · ( 53e al-Dhawadi), Buhammood - Nabhan, al-Mas, Bashir, al-Zayyani (ar) - al-Durazi, Sharida (en) |         | Spectateurs : 25 000 Arbitrage : Harpajan Singh Dhillon | Spectateurs : 25 000 Arbitrage : Harpajan Singh Dhillon |

| 2ème journée | Arabie saoudite              | 2 - 0   | Irak | Aryamehr Stadium Téhéran, Iran |                      |
| 22 août 1975 | Abdul Shakor 17e · Kayal 66e | (1 - 0) | | Spectateurs : 22 172           | Spectateurs : 22 172 |
| 22 août 1975 | Rapport                      |         | | Spectateurs : 22 172           | Spectateurs : 22 172 |
| 22 août 1975 |                              | Équipes | Abdul-Rahman (en) - Fartous (ar), Qasim (en), Abid Ali (en), Farhan (en) - Hamid (en), Younis (en) - Hassan (en) , Waal (ar) ( 70e Hamparsum (en)), Jassam (en) ( 46e Hatim (en)), Kazim (en) | Spectateurs : 22 172           | Spectateurs : 22 172 |

| 22 août 1975 | Iran                | 1 - 1 | Koweït      | Aryamehr Stadium Téhéran, Iran                 |                                                |
| | Rowshan 9e          | (1 - 0) | Mohamed 86e | Spectateurs : 40 000 Arbitrage : Paul Schiller | Spectateurs : 40 000 Arbitrage : Paul Schiller |
| | Rapport 1 Rapport 2 | |             | Spectateurs : 40 000 Arbitrage : Paul Schiller | Spectateurs : 40 000 Arbitrage : Paul Schiller |
| Hejazi - Ghesghayan, Nayebagha, Nazari, Kazerani, Masihnia (en) - Parvin, Khorshidi (en) - Mazloumi ( 46e Mojdehi (en)), Rowshan · ( 84e Dastjerdi), Adelkhani (en) | Équipes             | Sihan - Mayouf, Ibrahim, al-Duraihim ( 47e Juma'a), Sattam ( 86e Abdulla) - Buhamad, Ma'arafi, Mohammed - Yacob, al-Anberi, Kamel |             | Spectateurs : 40 000 Arbitrage : Paul Schiller | Spectateurs : 40 000 Arbitrage : Paul Schiller |

| 3ème journée | Koweït | 2 - 1   | Bahreïn  | Aryamehr Stadium Téhéran, Iran |  |
| 24 août 1975 | Kamel  | (? - ?) | Showayer |                                |  |

| 24 août 1975 | Iran                                  | 3 - 0 | Arabie saoudite | Aryamehr Stadium Téhéran, Iran                      |                                                     |
| | Mazloumi 12e 83e · Khorshidi (en) 63e | (1 - 0) |                 | Spectateurs : 25 001 Arbitrage : Milivoje Gugulović | Spectateurs : 25 001 Arbitrage : Milivoje Gugulović |
| | Rapport                               | |                 | Spectateurs : 25 001 Arbitrage : Milivoje Gugulović | Spectateurs : 25 001 Arbitrage : Milivoje Gugulović |
| Mavaddat - Nayebagha, Nazari, Kazerani, Masihnia (en) - Parvin, Minasyan (en) ( 50e Ghasempour), Azizi, Khorshidi (en) - Mazloumi ( 84e Mojdehi (en)), Rowshan | Équipes                               | Rawaz - al-Lifawi ( 80e al-Gizani), Jowhar, Marzooq, Kayyal - al-Humood, al-Sadham, al-Shbaiki ( 63e Ismael), Sobhi - Abdul Shakor, Saleh |                 | Spectateurs : 25 001 Arbitrage : Milivoje Gugulović | Spectateurs : 25 001 Arbitrage : Milivoje Gugulović |

| 4ème journée | Koweït                                            | 4 - 2   | Arabie saoudite              | Aryamehr Stadium Téhéran, Iran |  |
| 27 août 1975 | al-Mulla 14e 87e (pen.) · Abdulla 24e · Kamel 47e | (2 - 1) | Abdul Shakor 32e · Sobhi 75e |                                |  |

| 27 août 1975 | Irak                       | 4 - 0   | Bahreïn | Aryamehr Stadium Téhéran, Iran |                     |
| | Kazim (en) 27e 30e 70e 87e | (2 - 0) |         | Spectateurs : 1 977            | Spectateurs : 1 977 |
| | Rapport                    |         |         | Spectateurs : 1 977            | Spectateurs : 1 977 |
| Abdul-Rahman (en) - Fartous (ar), Khalil, Abid Ali (en), Farhan (en) ( 84e Batush) - Hamid (en), Nouri (en), Hassan (en) - Yousif (en) ( 81e Hamparsum (en)), Jassam (en), Kazim (en) | Équipes                    |         |         | Spectateurs : 1 977            | Spectateurs : 1 977 |

| 5ème journée | Arabie saoudite | 1 - 0   | Bahreïn | Aryamehr Stadium Téhéran, Iran |  |
| 29 août 1975 |                 | (0 - 0) |         |                                |  |

| 29 août 1975 | Iran                | 1 - 0 | Irak | Aryamehr Stadium Téhéran, Iran                  |                                                 |
| | Khorshidi (en) 66e  | (0 - 0) |      | Spectateurs : 61 887 Arbitrage : Sergio Gonella | Spectateurs : 61 887 Arbitrage : Sergio Gonella |
| | Rapport 1 Rapport 2 | |      | Spectateurs : 61 887 Arbitrage : Sergio Gonella | Spectateurs : 61 887 Arbitrage : Sergio Gonella |
| Hejazi - Eskandarian ( 82e Azizi), Nayebagha, Nazari, Kazerani, Masihnia (en) - Parvin, Ghasempour ( 85e Adelkhani (en)) - Khorshidi (en), Mazloumi, Rowshan | Équipes             | Abdul-Rahman (en) - Khalil, Farhan (en) ( 9e Mahmoud (en)), Fartous (ar), Abid Ali (en) - Jassam (en) ( 73e Mahdi), Hamid (en), Nouri (en) - Kazim (en), Hassan (en), Yousif (en) |      | Spectateurs : 61 887 Arbitrage : Sergio Gonella | Spectateurs : 61 887 Arbitrage : Sergio Gonella |

### Groupe 2
Le tournoi a été disputé à Jakarta en Indonésie du 15 au 26 février 1976. L'Australie, le Bangladesh, l'Inde et la Thaïlande déclarent tous forfait.

#### Tour préliminaire
| Équipe 1                  | Résultat | Équipe 2          | Aller | Retour |
| ------------------------- | -------- | ----------------- | ----- | ------ |
| Papouasie-Nouvelle-Guinée | -        | Australie forfait | -     | -      |

#### Premier tour
| Rang | Équipe                    | Pts     | J       | G       | N       | P       | Bp      | Bc      | Diff    |  | Résultats (▼ dom., ► ext.) |  |     |     |     |      |
| ---- | ------------------------- | ------- | ------- | ------- | ------- | ------- | ------- | ------- | ------- |  | -------------------------- |  | --- | --- | --- | ---- |
| 1    | Corée du Nord             | 8       | 4       | 4       | 0       | 0       | 10      | 1       | +9      |  | Corée du Nord              |  | 2-1 | 2-0 | 2-0 | 4-0  |
| 2    | Indonésie                 | 5       | 4       | 2       | 1       | 1       | 11      | 5       | +6      |  | Indonésie                  |  |     | 2-1 | 0-0 | 8-2  |
| 3    | Malaisie                  | 4       | 4       | 2       | 0       | 2       | 17      | 5       | +12     |  | Malaisie                   |  |     |     | 6-0 | 10-1 |
| 4    | Singapour                 | 3       | 4       | 1       | 1       | 2       | 7       | 12      | -5      |  | Singapour                  |  |     |     |     | 7-4  |
| 5    | Papouasie-Nouvelle-Guinée | 0       | 4       | 0       | 0       | 4       | 7       | 29      | -22     |  | Papouasie-Nouvelle-Guinée  |  |     |     |     |      |
| -    | Bangladesh                | Forfait | Forfait | Forfait | Forfait | Forfait | Forfait | Forfait | Forfait |  |                            |  |     |     |     |      |
| -    | Inde                      | Forfait | Forfait | Forfait | Forfait | Forfait | Forfait | Forfait | Forfait |  |                            |  |     |     |     |      |
| -    | Thaïlande                 | Forfait | Forfait | Forfait | Forfait | Forfait | Forfait | Forfait | Forfait |  |                            |  |     |     |     |      |

#### Détail des rencontres
| 1ère journée    | Malaisie                                          | 10 - 1  | Papouasie-Nouvelle-Guinée | Stadion Utama Senayan Jakarta, Indonésie |  |
| 15 février 1976 | Isa (en) [1] · Mokhtar · ? · ? · ? · ? 44e (pen.) | (? - ?) |                           |                                          |  |
| 15 février 1976 | Rapport                                           |         |                           |                                          |  |

| 15 février 1976 | Indonésie | 0 - 0   | Singapour | Stadion Utama Senayan Jakarta, Indonésie |
|                 |           | (0 - 0) |           |                                          |

1  : Un quotidien indonésien mentionne qu'Isa Bakar (en) aurait inscrit 7 buts dans cette rencontre.
| 2ème journée    | Indonésie | 8 - 2   | Papouasie-Nouvelle-Guinée | Stadion Utama Senayan Jakarta, Indonésie |  |
| 17 février 1976 | Abdillah (id) 4e 53e 85e (pen.) · Risdianto 7e · Waskito 9e · Idris (en) 35e (pen.) · Lala (id) ?? · Asmara (id) ?? | (4 - 0) | Seph 51e · Mare 53e       |                                          |  |

| 18 février 1976 | Corée du Nord                           | 2 - 0 | Malaisie | Stadion Utama Senayan Jakarta, Indonésie |  |
| | Li Hi-yon (en) 5e · Yang Seung-kook 30e | (2 - 0) |          |                                          |  |
| | Rapport                                 | |          |                                          |  |
| Jin In-chol (en) - An Gil-wan (en), Kim Jong-min ( Pak Jong-hun (en)), Myong Dong-chan ( Ri Sen-u), Cha Jong-sok - Ma Jong-u, Kim Mu-gil (en), Li Hi-yon (en), An Se-uk (en) - Yang Seung-kook, Hong Song-nam (en) | Équipes                                 | R. Arumugam (en) - Singh (en), Wong Kuw Fou, Khor Sek Leng (en) ( Abdullah), Shukor (en) - Wan Zawawi (en), Harun Jusoh - Isa (en), Mokhtar, P. Umaparam ( Yahya Jusoh), Hanafiah Ali |          |                                          |  |

| 3ème journée    | Singapour                                                                  | 7 - 4   | Papouasie-Nouvelle-Guinée          | Stadion Utama Senayan Jakarta, Indonésie |  |
| 20 février 1976 | V. Khanisen 3e · Kassim (en) 10e 14e 18e 77e · Mohd Noh 28e · M. Kumar 53e | (5 - 1) | Seph 1mt · Salalau 2mt · Manhi 2mt |                                          |  |

| 20 février 1976 | Indonésie | 1 - 2   | Corée du Nord                              | Stadion Utama Senayan Jakarta, Indonésie |  |
|                 | Auri 60e  | (0 - 0) | An Se-uk (en) 58e · Hong Song-nam (en) 72e |                                          |  |

| 4ème journée    | Corée du Nord             | 4 - 0   | Papouasie-Nouvelle-Guinée | Stadion Utama Senayan Jakarta, Indonésie |  |
| 22 février 1976 | An Se-uk (en) · Ma Jong-u | (? - ?) |                           |                                          |  |

| 22 février 1976 | Malaisie                                                                       | 6 - 0   | Singapour | Stadion Utama Senayan Jakarta, Indonésie |  |
|                 | Hasli Ibrahim 66e (csc) · Mokhtar 75e 90e · Harun Jusoh 76e · Isa (en) 86e 88e | (0 - 0) |           |                                          |  |

| 5ème journée    | Corée du Nord                        | 2 - 0   | Singapour | Stadion Utama Senayan Jakarta, Indonésie |  |
| 24 février 1976 | Kim Jong-hun 52e · An Se-uk (en) 60e | (0 - 0) |           |                                          |  |

| 24 février 1976 | Indonésie                      | 2 - 1   | Malaisie     | Stadion Utama Senayan Jakarta, Indonésie |                            |
|                 | Idris (en) 23e · Risdianto 58e | (1 - 1) | Isa (en) 27e | Arbitrage : Tadashi Kimura               | Arbitrage : Tadashi Kimura |
|                 | Rapport                        |         |              | Arbitrage : Tadashi Kimura               | Arbitrage : Tadashi Kimura |

#### Finale
| Équipe 1      | Résultat         | Équipe 2  |
| ------------- | ---------------- | --------- |
| Corée du Nord | 0 - 0 ap (5 - 4) | Indonésie |

#### Détail de la rencontre
| 26 février 1976 | Corée du Nord     | 0 - 0          | Indonésie | Stadion Utama Senayan Jakarta, Indonésie |
|                 |                   | (0 - 0, 0 - 0) |           |                                          |
|                 | Tirs au but 5 - 4 |                |           |                                          |

### Groupe 3
Le tournoi a été disputé en matches aller-retour du 21 mars au 28 avril 1976. Le Sud-Vietnam déclare forfait en raison de la Guerre du Viêt Nam (1955-1975), à peine achevée.

#### Tour préliminaire
| Équipe 1 | Résultat | Équipe 2            | Aller | Retour |
| -------- | -------- | ------------------- | ----- | ------ |
| Taïwan   | 0 - 5    | Corée du Sud        | 0 - 2 | 0 - 3  |
| Japon    | 6 - 0    | Philippines         | 3 - 0 | 3 - 0  |
| Israël   | -        | Sud-Vietnam forfait | -     | -      |

#### Détail des rencontres
| 14 décembre 1975 | Taïwan  | 0 - 2 | Corée du Sud                                   | Stade municipal de Taipei Taipei, Taïwan             |                                                      |
| |         | (0 - 1) | Park Sang-in (en) 35e · Lee Young-moo (en) 62e | Spectateurs : 24 000 Arbitrage : Govindasamy Suppiah | Spectateurs : 24 000 Arbitrage : Govindasamy Suppiah |
| Chen Hung-chiang - You Cheng-kung, Lin Chiang-ming, Hsu Chie-hsiang, Lo Chin-tsong - Lee Fu-tsai, Huang Hsien-hsin, Lo Jen-li, Chang Kuo-chi - Chow Tson-fu ( Fu Po-tsun), Wang Yi-chen | Équipes | Kwon Yi-woon - Kim Ho-kon , Choi Jong-duk (en), Cho Young-jeung - Park Byung-chul (en), Cho Dong-hyun (en) ( Park Sung-hwa), Hwang Jae-man (it), Park Sang-in (en), Lee Young-moo (en) - Cha Bum-geun, Kim Jin-kook (en) ( Huh Jung-moo) |                                                | Spectateurs : 24 000 Arbitrage : Govindasamy Suppiah | Spectateurs : 24 000 Arbitrage : Govindasamy Suppiah |

| 6 mars 1976 | Corée du Sud                                                        | 3 - 0 | Taïwan | Dongdamun Stadium Séoul, Corée du Sud             |                                                   |
| | Cha Bum-geun 16e · Kim Jin-kook (en) 45e · Park Byung-chul (en) 80e | (2 - 0) |        | Spectateurs : 25 000 Arbitrage : Watana Promsakha | Spectateurs : 25 000 Arbitrage : Watana Promsakha |
| Kwon Yi-woon - Kim Ho-kon , Choi Jong-duk (en), Park Sung-hwa, Cho Young-jeung - Park Byung-chul (en), Cho Dong-hyun (en) · ( 46e Huh Jung-moo), Park Sang-in (en), Lee Young-moo (en) - Cha Bum-geun, Kim Jin-kook (en) ( 46e Jang Ki-Moon) | Équipes                                                             | Chen Hung-chiang - Tsao Chen-guo, Zhu Cheng-chong, Lin Chiang-ming, Hsu Chie-hsiang - Lee Chong-hui, Lee Fu-tsai, Huang Hsien-hsin, Lo Jen-li - Chang Kuo-chi, Fu Po-tsun |        | Spectateurs : 25 000 Arbitrage : Watana Promsakha | Spectateurs : 25 000 Arbitrage : Watana Promsakha |

| 14 mars 1976                                                                                             | Japon                            | 3 - 0   | Philippines | Stade olympique national Tokyo, Japon        |                                              |
| | Ochiai 12e 73e · Takabayashi 17e | (2 - 0) |             | Spectateurs : 25 000 Arbitrage : Marcus Wong | Spectateurs : 25 000 Arbitrage : Marcus Wong |
| | Rapport                          |         |             | Spectateurs : 25 000 Arbitrage : Marcus Wong | Spectateurs : 25 000 Arbitrage : Marcus Wong |
| Seta - Daini, Kawakami, Kiyokumo, Saito - Maeda, Ochiai, Arai ( 46e Mori) - Takabayashi, Kamamoto, Nagai | Équipes                          |         |             | Spectateurs : 25 000 Arbitrage : Marcus Wong | Spectateurs : 25 000 Arbitrage : Marcus Wong |

| 17 mars 1976 | Philippines | 0 - 3 | Japon                       | Stade olympique national Tokyo, Japon |                                   |
|              |             | (0 - 2) | Fujishima 23e 44e · Ogi 72e | Arbitrage : Thompson Chan Tam-Sun     | Arbitrage : Thompson Chan Tam-Sun |
|              | Rapport     | |                             | Arbitrage : Thompson Chan Tam-Sun     | Arbitrage : Thompson Chan Tam-Sun |
|              | Équipes     | Seta - Furuta, Kawakami, Kiyokumo, Saito - Fujishima, Arai, Maeda · ( 72e Ogi) - Takabayashi, Watanabe ( 46e Matsunaga), Nagai |                             | Arbitrage : Thompson Chan Tam-Sun     | Arbitrage : Thompson Chan Tam-Sun |

|  | Israël | Q. - forfait | Sud-Vietnam |  |  |
|  |        |              |             |  |  |

#### Tour final
| Rang | Équipe       | Pts | J | G | N | P | Bp | Bc | Diff |  | Résultats (▼ dom., ► ext.) |     |     |     |
| ---- | ------------ | --- | - | - | - | - | -- | -- | ---- |  | -------------------------- | --- | --- | --- |
| 1    | Israël       | 7   | 4 | 3 | 1 | 0 | 10 | 2  | +8   |  | Israël                     |     | 0-0 | 4-1 |
| 2    | Corée du Sud | 4   | 4 | 1 | 2 | 1 | 5  | 5  | 0    |  | Corée du Sud               | 1-3 |     | 2-2 |
| 3    | Japon        | 1   | 4 | 0 | 1 | 3 | 3  | 11 | -8   |  | Japon                      | 0-3 | 0-2 |     |

#### Détail des rencontres
| 21 mars 1976 | Japon   | 0 - 2 | Corée du Sud                                  | Stade olympique national Tokyo, Japon                |                                                      |
| |         | (0 - 1) | Lee Young-moo (en) 2e · Park Sang-in (en) 71e | Spectateurs : 58 000 Arbitrage : Govindasamy Suppiah | Spectateurs : 58 000 Arbitrage : Govindasamy Suppiah |
| | Rapport | |                                               | Spectateurs : 58 000 Arbitrage : Govindasamy Suppiah | Spectateurs : 58 000 Arbitrage : Govindasamy Suppiah |
| Seta - Saito, Kawakami, Kiyokumo, Daini, Mori ( 78e Maeda) - Ochiai, Fujishima - Takabayashi ( 71e Yoshimura), Kamamoto, Nagai | Équipes | Kwon Yi-woon - Choi Jong-duk (en), Hwang Jae-man (it), Kim Ho-kon, Cho Young-jeung - Park Sang-in (en), Park Byung-chul (en), Lee Young-moo (en), Huh Jung-moo - Cha Bum-geun, Kim Jin-kook (en) ( 72e Park Sung-hwa) |                                               | Spectateurs : 58 000 Arbitrage : Govindasamy Suppiah | Spectateurs : 58 000 Arbitrage : Govindasamy Suppiah |

| 27 mars 1976 | Corée du Sud                            | 2 - 2 | Japon            | Dongdamun Stadium Séoul, Corée du Sud            |                                                  |
| | Kim Jin-kook (en) 3e · Cha Bum-geun 77e | (1 - 1) | Kamamoto 40e 89e | Spectateurs : 30 000 Arbitrage : Cheung Kwok-kui | Spectateurs : 30 000 Arbitrage : Cheung Kwok-kui |
| | Rapport                                 | |                  | Spectateurs : 30 000 Arbitrage : Cheung Kwok-kui | Spectateurs : 30 000 Arbitrage : Cheung Kwok-kui |
| Kwon Yi-woon - Choi Jong-duk (en), Hwang Jae-man (it), Kim Ho-kon, Cho Young-jeung - Park Sung-hwa, Park Byung-chul (en), Lee Young-moo (en), Huh Jung-moo - Cha Bum-geun, Kim Jin-kook (en) | Équipes                                 | Seta - Daini, Ochiai, Kawakami, Mori - Fujishima, Arai ( Maeda), Saito, Yoshimura ( Matsunaga) - Kamamoto, Nagai |                  | Spectateurs : 30 000 Arbitrage : Cheung Kwok-kui | Spectateurs : 30 000 Arbitrage : Cheung Kwok-kui |

| 31 mars 1976                                                                                                 | Japon               | 0 - 3 | Israël                                   | Dongdamun Stadium Séoul, Corée du Sud          |                                                |
| |                     | (0 - 2) | Damti (en) 9e · Peretz 17e · Oz (en) 62e | Spectateurs : 20 000 Arbitrage : Koh Guan Kiat | Spectateurs : 20 000 Arbitrage : Koh Guan Kiat |
| | Rapport 1 Rapport 2 | |                                          | Spectateurs : 20 000 Arbitrage : Koh Guan Kiat | Spectateurs : 20 000 Arbitrage : Koh Guan Kiat |
| Seta - Kiyokumo, Kawakami ( Arai), Ochiai, Mori - Fujishima · 83e, Maeda, Saito - Nagai, Kamamoto, Matsunaga | Équipes             | Vissoker - Leventhal (en), Ben Dor (en), Lev (en) ( 75e Hajaj (en)), Bar (en) - Nimni (en), Oz (en), Shum, Schweitzer (en) - Damti (en), Peretz |                                          | Spectateurs : 20 000 Arbitrage : Koh Guan Kiat | Spectateurs : 20 000 Arbitrage : Koh Guan Kiat |

| 4 avril 1976 | Corée du Sud          | 1 - 3 | Israël                                   | Dongdamun Stadium Séoul, Corée du Sud                   |                                                         |
| | Kim Ho-kon 64e (pen.) | (0 - 1) | Schweitzer (en) 20e · Damti (en) 51e 73e | Spectateurs : 35 000 Arbitrage : Harpajan Singh Dhillon | Spectateurs : 35 000 Arbitrage : Harpajan Singh Dhillon |
| | Rapport 1 Rapport 2   | |                                          | Spectateurs : 35 000 Arbitrage : Harpajan Singh Dhillon | Spectateurs : 35 000 Arbitrage : Harpajan Singh Dhillon |
| Kwon Yi-woon - Choi Jong-duk (en) 19e, Kim Ho-kon, Cho Dong-hyun (en), Hwang Jae-man (it) - Park Byung-chul (en), Park Sang-in (en) ( 52e Park Sung-hwa), Lee Young-moo (en) - Cha Bum-geun, Huh Jung-moo, Kim Jin-kook (en) | Équipes               | Vissoker - Lev (en) ( 78e Salem), Ben Dor (en), Bar (en), Nimni (en) - Oz (en), Shum, Schweitzer (en), Leventhal (en) - Damti (en), Peretz ( 46e Barad (en)) |                                          | Spectateurs : 35 000 Arbitrage : Harpajan Singh Dhillon | Spectateurs : 35 000 Arbitrage : Harpajan Singh Dhillon |

| 11 avril 1976 | Israël                                                    | 4 - 1 | Japon         | Ramat Gan National Stadium Tel Aviv, Israël     |                                                 |
| | Schweitzer (en) 8e · Damti (en) 19e · Shum 53e 73e (pen.) | (2 - 1) | Matsunaga 40e | Spectateurs : 35 000 Arbitrage : Sergio Gonella | Spectateurs : 35 000 Arbitrage : Sergio Gonella |
| | Rapport 1 Rapport 2                                       | |               | Spectateurs : 35 000 Arbitrage : Sergio Gonella | Spectateurs : 35 000 Arbitrage : Sergio Gonella |
| Vissoker - Lev (en), Ben Dor (en), Bar (en), Nimni (en) 37e - Oz (en), Shum, Schweitzer (en) ( 71e Barad (en)) - Damti (en), Peretz, Schwarz (en) ( 46e Leventhal (en)) | Équipes                                                   | Seta - Daini, Kawakami, Ochiai, Kiyokumo - Maeda ( 70e Mori), Arai, Fujishima - Nagai, Kamamoto, Matsunaga |               | Spectateurs : 35 000 Arbitrage : Sergio Gonella | Spectateurs : 35 000 Arbitrage : Sergio Gonella |

| 28 avril 1976 | Israël              | 0 - 0 | Corée du Sud | Ramat Gan National Stadium Tel Aviv, Israël     |                                                 |
| |                     | (0 - 0) |              | Spectateurs : 22 000 Arbitrage : Erich Linemayr | Spectateurs : 22 000 Arbitrage : Erich Linemayr |
| | Rapport 1 Rapport 2 | |              | Spectateurs : 22 000 Arbitrage : Erich Linemayr | Spectateurs : 22 000 Arbitrage : Erich Linemayr |
| Vissoker - Lev (en), Bar (en), Ben Dor (en), Nimni (en) - Barad (en) ( 73e Hajaj (en)), Oz (en), Schweitzer (en) - Damti (en), Peretz ( 46e Schwarz (en)), Leventhal (en) | Équipes             | Kwon Yi-woon - Choi Jong-duk (en), Kim Ho-kon, Cho Young-jeung, Hwang Jae-man (it) - Park Sung-hwa, Lee Young-moo (en) ( 58e Park Sang-in (en)), Park Byung-chul (en) - Cha Bum-geun, Cho Dong-hyun (en) ( 23e Huh Jung-moo), Kim Jin-kook (en) |              | Spectateurs : 22 000 Arbitrage : Erich Linemayr | Spectateurs : 22 000 Arbitrage : Erich Linemayr |